# أوز ثرثار
أوز ثرثار (الاسم العلمي: Branta hutchinsii) نوع من الطيور من جنس برنتية.

## صور

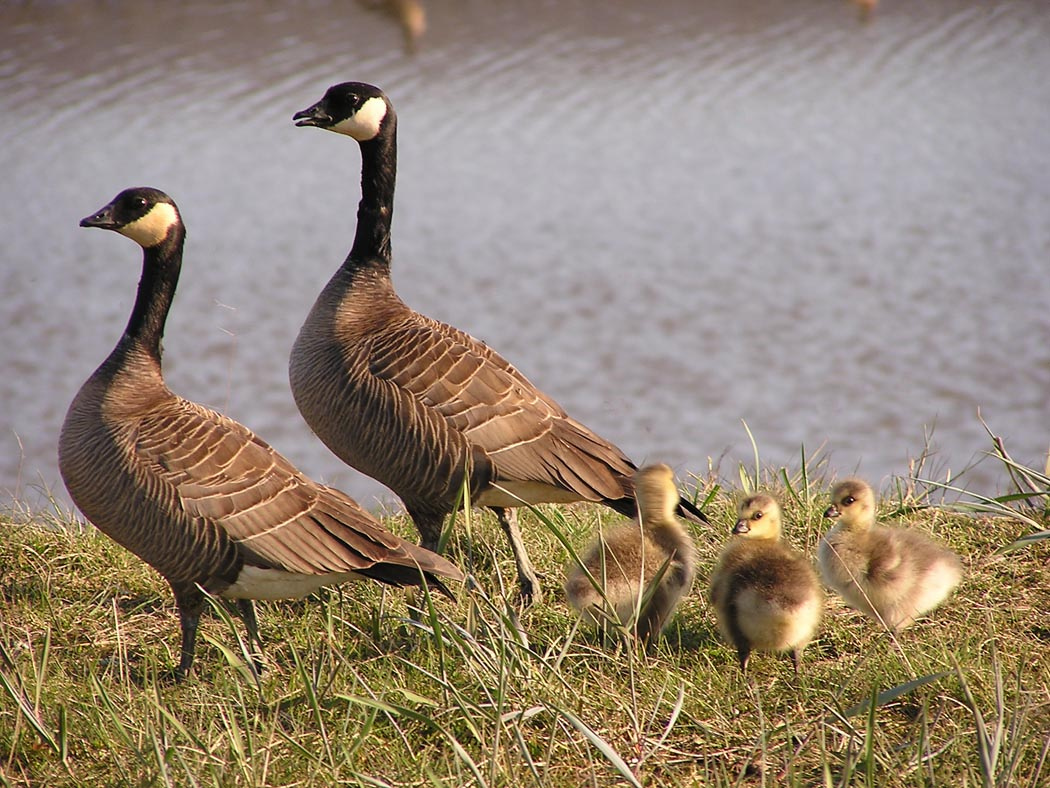
زوج من الأوز الثرثار مع صغارهما
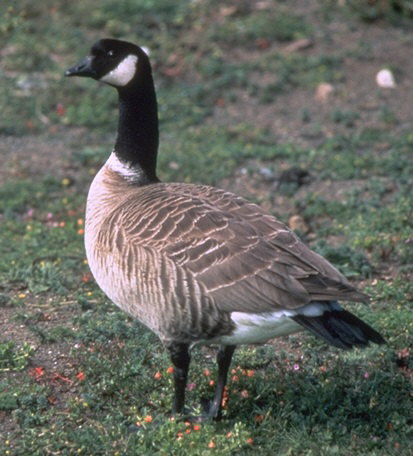
زوج من الأوز الثرثار يعوم مع صغارهم